# کاته‌ژینا بروژووا
کاته‌ژینا بروژووا (چکی: Kateřina Brožová؛ زادهٔ ۹ فوریهٔ ۱۹۶۸) بازیگر، خواننده و مجری اهل جمهوری چک است.
از فیلم‌ها یا برنامه‌های تلویزیونی که وی در آن نقش داشته‌است، می‌توان به یانوشیک: روایتی واقعی اشاره کرد.